# Dagmar Patrasová

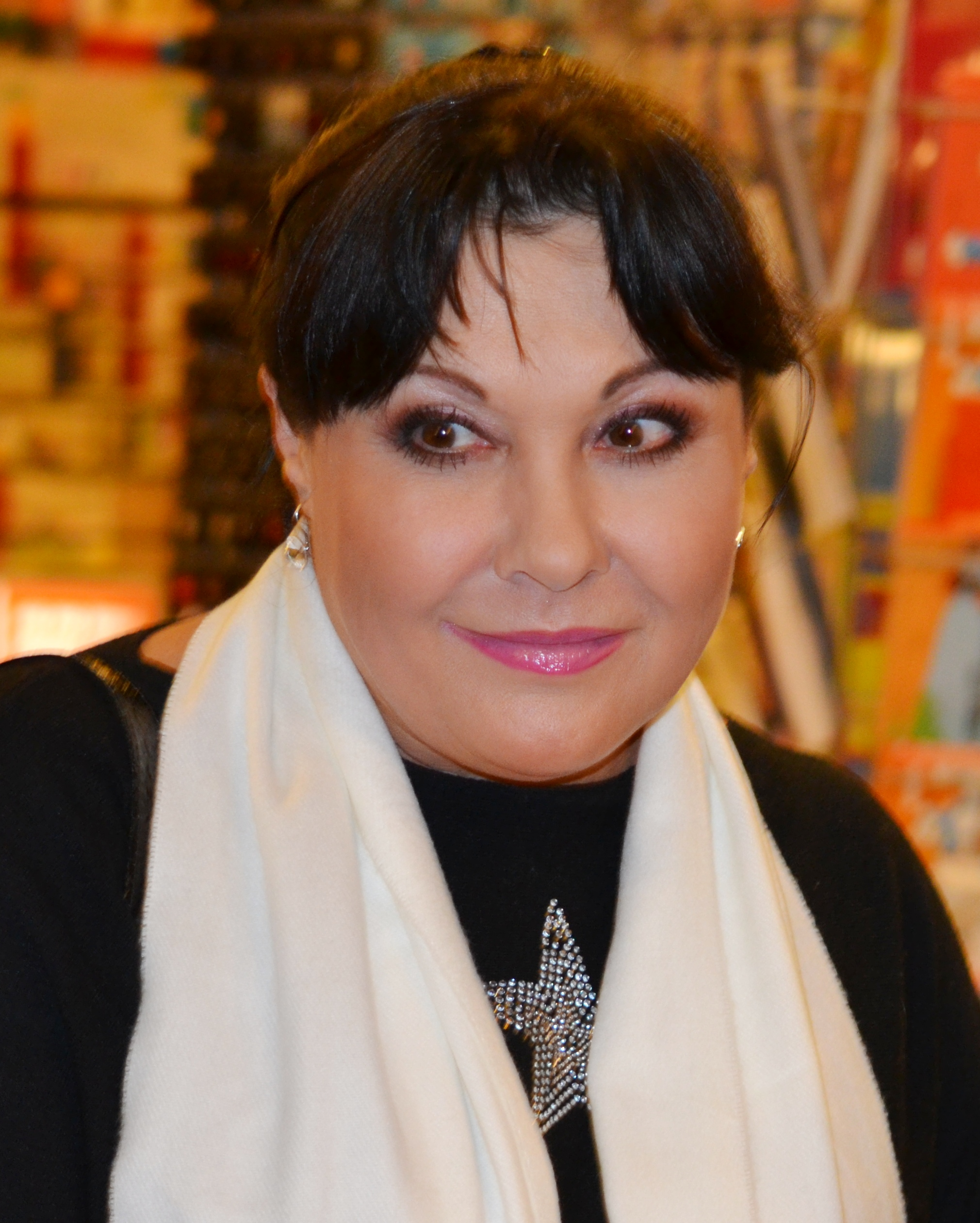
Dagmar Patrasová.

Dagmar Patrasová, född 27 april 1956 i Prag i Tjeckoslovakien, är en tjeckisk skådespelare. Patrasová filmdebuterade som sjuttonåring. Hon blev främst känd för sin roll som prinsessan Xénie i TV-serien Arabela 1980. Hon hade även en av huvudrollerna som Emilia Fernandez i science fiction-serien Návštěvníci 1983.

## Filmografi, urval
- 1977 – Pan Tau (TV-serie)
- 1980 – Arabela (TV-serie)
- 1983 – Návštěvníci (TV-serie)